# Acronicta edolatina
Acronicta edolatina là một loài bướm đêm trong họ Noctuidae.